# Ståndsriksdagen

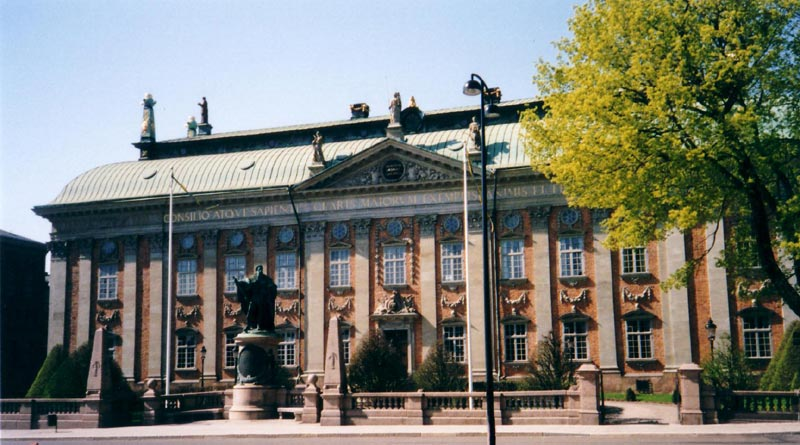
Riddarhuset – "dom rycerzy" miejsce obrad stanu szlacheckiego

Ståndsriksdagen – szwedzki parlament stanowy. Pierwszy raz zebrał się  w  1435 w Arboga jako  nieformalny zjazd szlachty szwedzkiej. W  1527 r. uzyskał kształt formalny, kiedy to król Szwecji Gustaw I Waza wprowadził do parlamentu przedstawicieli czterech stanów królestwa: duchowieństwo, szlachtę, mieszczaństwo i chłopów. W roku 1627 powstał urząd mówcy-moderatora parlamentu Lantmarskalk. 
W roku 1866 nastąpiła demokratyzacja sposobu wyłaniania reprezentantów narodu, wtedy to stanowy  parlament został zastąpiony przez demokratyczny Riksdag istniejący po dziś dzień.